# Ligne Fukuhoku Yutaka
La ligne Fukuhoku Yutaka (福北ゆたか線, Fukuhoku Yutaka-sen) est une ligne ferroviaire située dans la préfecture de Fukuoka au Japon. Cette ligne n'a pas de voies dédiées et emprunte des sections des lignes Kagoshima, Chikuhō et Sasaguri entre les gares de Kurosaki et Hakata. La ligne est exploitée par la compagnie JR Kyushu.

## Histoire
La ligne est lancée le 6 octobre 2001 à la suite de l'électrification des lignes Chikuhō et Sasaguri.

## Caractéristiques

### Ligne
- Longueur : 66,6 km
- Ecartement : 1 067 mm
- Alimentation : 20 000 V-60 Hz par caténaire
- Nombre de voies : 
  - Double voie de Orio à Iizuka
  - Voie unique de Kurosaki à Orio et d'Iizuka à Hakata

### Liste des gares
| Ligne           | Numéro           | Gare         | Nom japonais | Distance (km) | Correspondances                                                             | Localisation               |
| --------------- | ---------------- | ------------ | ------------ | --- | --------------------------------------------------------------------------- | -------------------------- |
| Ligne Kagoshima | JA21             | Kurosaki     | 黒崎         | 0 | JR Kyushu : Kagoshima Chikuho Electric Railroad : Chikuho Electric Railroad | Yahatanishi-ku, Kitakyūshū |
| Ligne Kagoshima | JA20             | Jinnoharu    | 陣原         | 2,2 |                                                                             | Yahatanishi-ku, Kitakyūshū |
| Ligne Kagoshima | JA19 JC26        | Orio         | 折尾         | 5,2 | JR Kyushu : Chikuhō (Wakamatsu)                                             | Yahatanishi-ku, Kitakyūshū |
| Ligne Chikuhō   | JA19 JC26        | Orio         | 折尾         | 5,2 | JR Kyushu : Chikuhō (Wakamatsu)                                             | Yahatanishi-ku, Kitakyūshū |
| JC25            | Higashi-Mizumaki | 東水巻       | 7,9          | | Mizumaki                                                                    |                            |
| JC24            | Nakama           | 中間         | 9,3          | | Nakama                                                                      |                            |
| JC23            | Chikuzen-Habu    | 筑前垣生     | 10,8         | | Nakama                                                                      |                            |
| JC22            | Kurate           | 鞍手         | 13,1         | | Kurate                                                                      |                            |
| JC21            | Chikuzen-Ueki    | 筑前植木     | 15,6         | | Nōgata                                                                      |                            |
| JC20            | Shinnyū          | 新入         | 17,2         | | Nōgata                                                                      |                            |
| JC19            | Nōgata           | 直方         | 19,2         | Heisei Chikuho Railway : Ita                                                                                         | Nōgata                                                                      |                            |
| JC18            | Katsuno          | 勝野         | 21,9         | | Kotake                                                                      |                            |
| JC17            | Kotake           | 小竹         | 25,7         | | Kotake                                                                      |                            |
| JC16            | Namazuta         | 鯰田         | 29,1         | | Iizuka                                                                      |                            |
| JC15            | Urata            | 浦田         | 30,6         | | Iizuka                                                                      |                            |
| JC14            | Shin-Iizuka      | 新飯塚       | 32,0         | JR Kyushu : Gotōji                                                                                                   | Iizuka                                                                      |                            |
| JC13            | Iizuka           | 飯塚         | 33,8         | | Iizuka                                                                      |                            |
| JC12            | Tentō            | 天道         | 36,7         | | Iizuka                                                                      |                            |
| JC11            | Keisen           | 桂川         | 39,7         | JR Kyushu : Chikuhō (Haruda)                                                                                         | Keisen                                                                      |                            |
| JC11            | Keisen           | 桂川         | 39,7         | JR Kyushu : Chikuhō (Haruda)                                                                                         | Keisen                                                                      | Ligne Sasaguri             |
| JC10            | Chikuzen Daibu   | 筑前大分     | 42,9         | | Iizuka                                                                      |                            |
| JC09            | Kurōbaru         | 九郎原       | 44,9         | | Iizuka                                                                      |                            |
| JC08            | Kido Nanzōin-mae | 城戸南蔵院前 | 49,9         | | Sasaguri                                                                    |                            |
| JC07            | Chikuzen Yamate  | 筑前山手     | 51,4         | | Sasaguri                                                                    |                            |
| JC06            | Sasaguri         | 篠栗         | 54,5         | | Sasaguri                                                                    |                            |
| JC05            | Kadomatsu        | 門松         | 57,1         | | Kasuya                                                                      |                            |
| JC04            | Chōjabaru        | 長者原       | 59,1         | JR Kyushu : Kashii                                                                                                   | Kasuya                                                                      |                            |
| JC03            | Harumachi        | 原町         | 59,8         | | Kasuya                                                                      |                            |
| JC02            | Yusu             | 柚須         | 62,3         | | Kasuya                                                                      |                            |
| JC01            | Yoshizuka        | 吉塚         | 64,8         | | Hakata-ku, Fukuoka                                                          |                            |
| JC01            | Yoshizuka        | 吉塚         | 64,8         | Ligne Kagoshima | Hakata-ku, Fukuoka                                                          |                            |
| 00              | Hakata           | 博多         | 66,6         | JR Kyushu : Kyūshū Shinkansen, Kagoshima JR West : Sanyō Shinkansen, Hakata-Minami Métro de Fukuoka : Kūkō, Nanakuma | Hakata-ku, Fukuoka                                                          |                            |